# Savran
Savran (ukrainien : Савра́нь, Savrán’ ; russe : Савра́нь) est un village de type urbain situé dans le raïon de Podilsk de l'oblast d'Odessa, une province du sud-ouest de l'Ukraine. La commune compte 6 179 habitants en 2020.

## Géographie
Savran se trouve à la limite septentrionale de l'oblast d'Odessa. La commune est située à quelque 41 km au nord-est de Balta et à 220 km au nord d'Odessa dans une zone de steppe boisée au sud et à la limite de vignobles et de champs de melons au nord. Le village se trouve sur la rive droite du Boug méridional et à la confluence avec la petite rivière Savranka

## Histoire
L'endroit est une forteresse contre les invasions tatares dès le XVIIe siècle.
La région entre dans l'Empire russe en 1793. L'empereur Paul Ier donne en janvier 1799 le village de 360 âmes au comte Ivan Saltykov qui le vend rapidement à la comtesse Rzewuska. Après l'insurrection de Novembre, le domaine, qui appartenait alors au comte Wenceslas Séverin Rzewuski, participant à l'insurrection polonaise, est confisqué par la couronne. Dans les années 1830, le bourg est classé comme établissement militaire de l'okroug de Kiev-Podolie. la garnison abrite un régiment d'uhlans dont l'état-major se trouve à Ouman.
En 1900, Savran, fait partie de l'ouïezd de Balta du gouvernement de Podolie. C'est un bourg important pour le commerce avec ses marchés, ses entrepôts et ses boutiques d'artisans.
Jusqu'à la Seconde Guerre mondiale, il y avait à Savran une communauté juive ashkénaze importante, dont le nombre était de 1 198 personnes en 1900. C'était le noyau de la dynastie hassidique Savran. Le bourg est libéré de l'occupant allemand le 26 mars 1944, par les soldats de la 299e division de fusiliers qui faisait partie de la 53e armée du 2e front ukrainien de l'Armée rouge.
Savran devient une commune de type urbain en 1957.

## Population
La population de Savran a été estimée à 6 837 habitants en 2004, 6 264 en 2019, à 6 179 habitants en 2020.

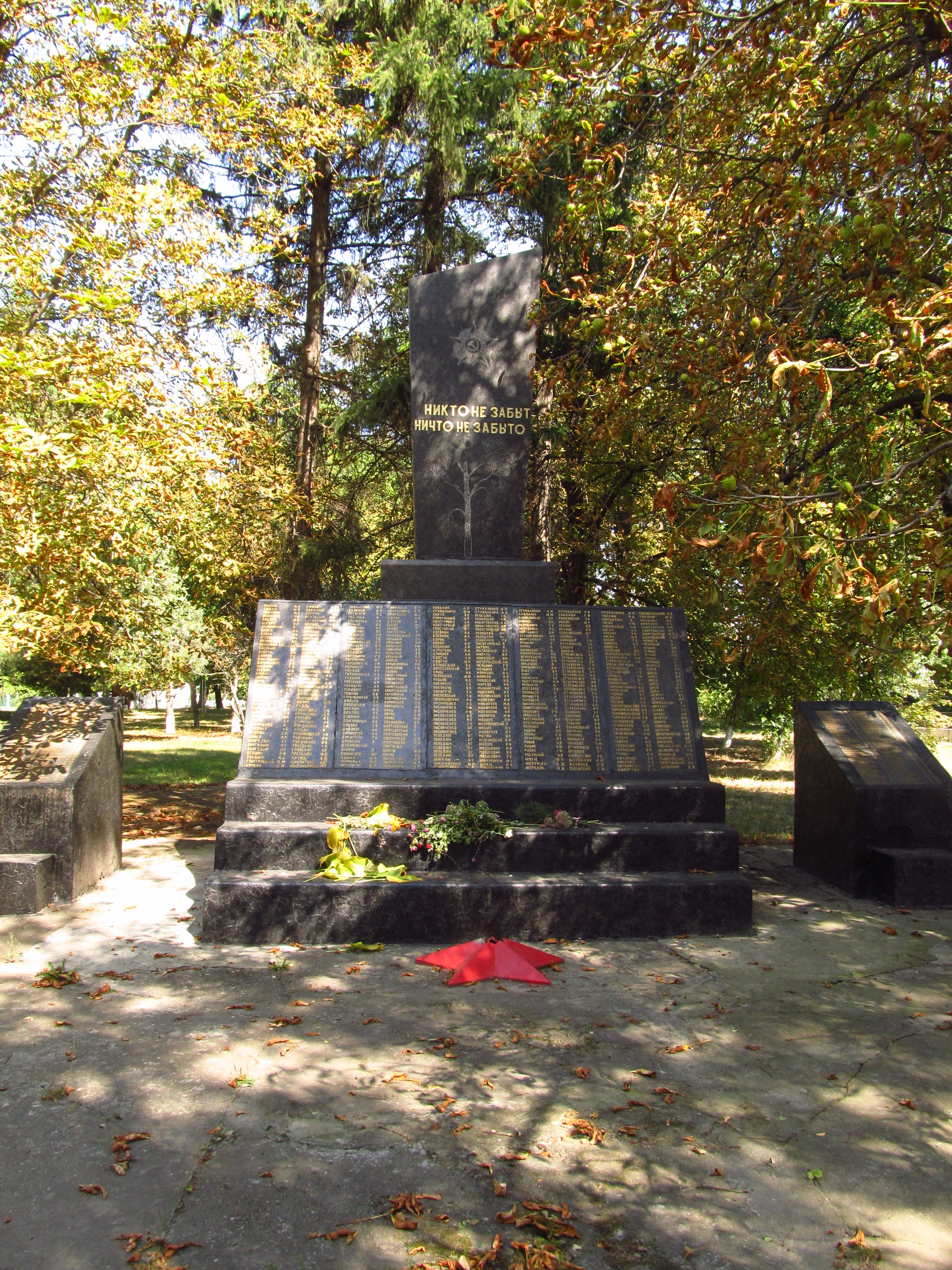
Monument aux morts de la Grande Guerre patriotique.
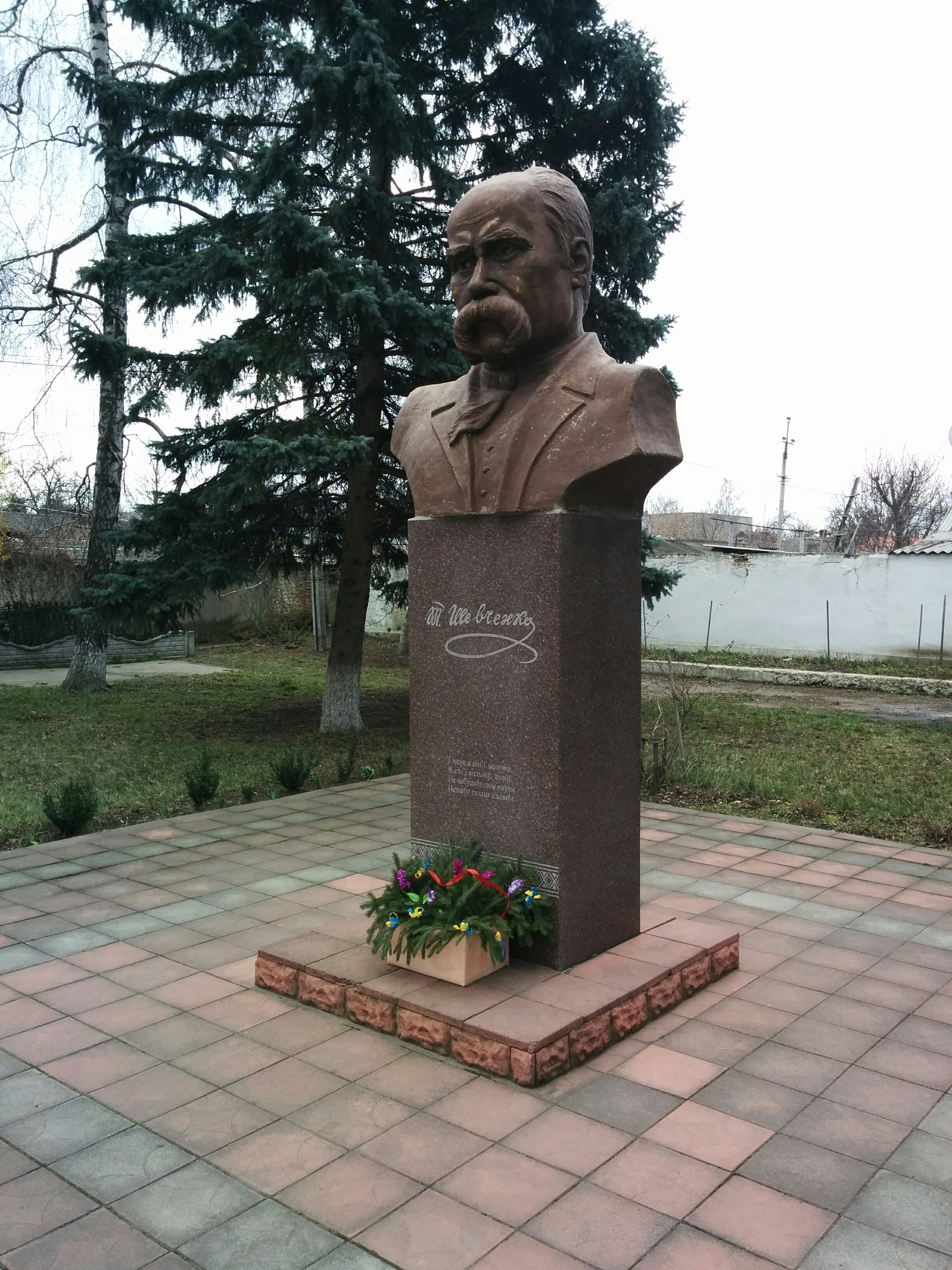
Buste de Taras Chevtchenko à Savran.
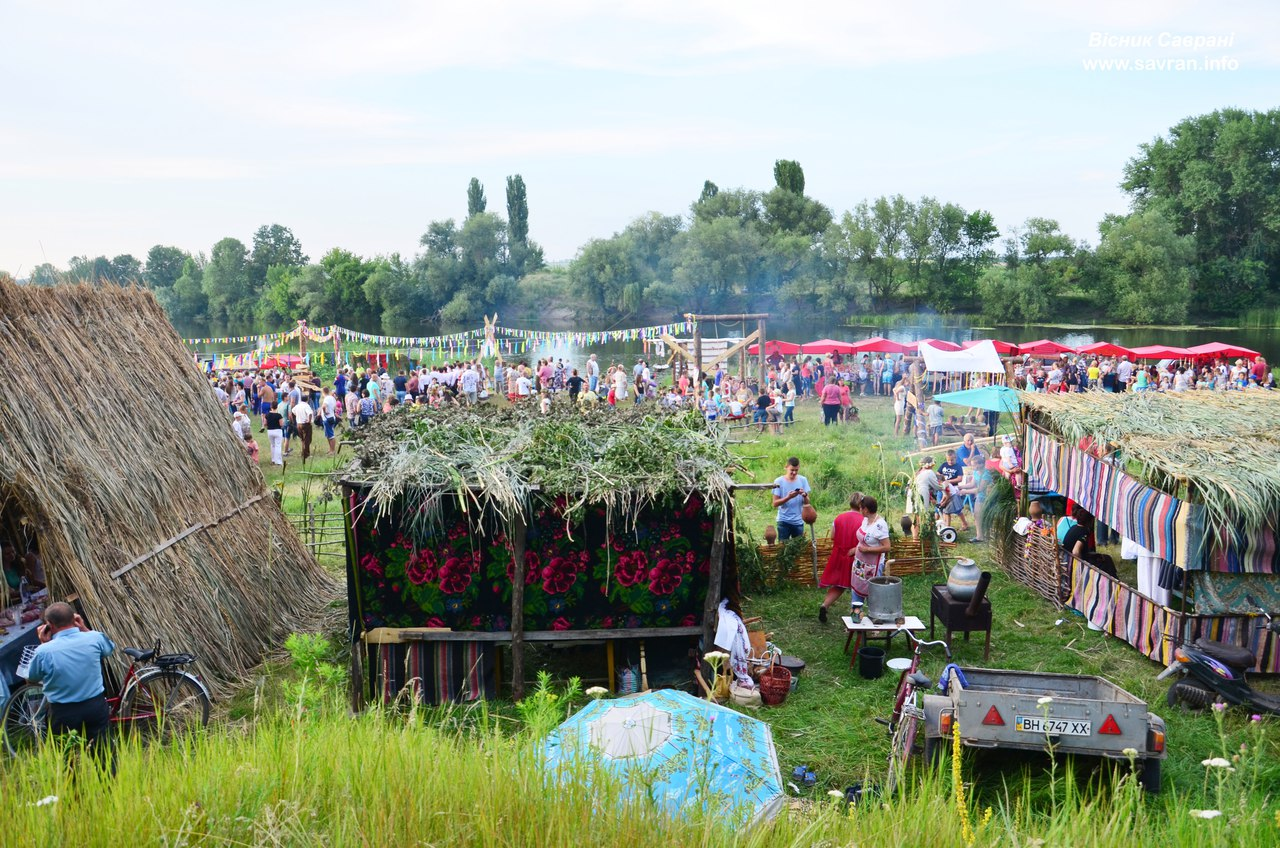
Fête du solstice.

## Personnalités liées à Savran
- Rabbi Moshe Zvi Giterman, rabbin de Savran et rebbe hassidique ;
- Elisa Lispector, romancière brésilienne, sœur aînée de Clarice Lispector.